# ویا واریجو
ویا واریجو (انگلیسی: Via Varejo) شرکت خرده‌فروشی برزیلی است، که در سال ۲۰۱۰ تأسیس شد.